# Maison d'arrêt d'Aurillac
La maison d'arrêt d'Aurillac est une maison d’arrêt française située dans la ville d'Aurillac, dans le département du Cantal et dans la région Auvergne-Rhône-Alpes.
L'établissement dépend du ressort de la direction interrégionale des services pénitentiaires de Lyon. Au niveau judiciaire, l'établissement relève du tribunal judiciaire d'Aurillac et de la cour d'appel de Riom.
Les façades et les toitures sont inscrites au titre des monuments historiques par arrêté du 4 mai 1984.

## Histoire
Construite sur les plans de l'architecte départementale Théophile Carriat, la maison d'arrêt d'Aurillac est inaugurée officiellement le 4 novembre 1872 mais commence à fonctionner dès 1868. L'établissement bénéficie de travaux de remise en état en 1947, 2008 et 2009.

## Description
Située 20 place du Square à Aurillac, la maison d'arrêt est le seul établissement pénitentiaire du département du Cantal. Elle dépend du ressort de la direction interrégionale des services pénitentiaires de Lyon et, au niveau judiciaire, relève du tribunal judiciaire d'Aurillac et de la cour d'appel de Riom.
L'établissement a une capacité d'accueil de 72 places. Construit sur un terrain d'une superficie de 1 719 m2, l'établissement se compose de deux bâtiments, un bâtiment administratif et un bâtiment de détention constitué d'un quartier « Maison d'arrêt Hommes » de 72 places,.
Au 1er janvier 2024, l'établissement accueillait 77 détenus, soit un taux d'occupation de 106,9 %.

## Détenus notables
- Jean-Bernard Fourtillan[6]